# Koqa Beatbox
KoQa Beatbox est un groupe de musique originaire de La Chaux-de-Fonds en Suisse mêlant beatbox, Hip-Hop, électro et dubstep. Fondé en 2010 en tant que projet solo, KoQa devient un trio en 2013 lorsqu'Arthur Henry (beatbox) est rejoint par Félix Fivaz (batterie) et Paul Butscher (trompette).

## Histoire

### Les débuts en solo (2010-2012)
Après avoir pratiqué le piano et l'accordéon, Arthur Henry, artiste de La Chaux-de-Fonds, se lance dans le beatbox en autodidacte. Rapidement, il agrémente ses performances au moyen d'un looper, s'enregistrant en direct afin de créer une base rythmique par-dessus laquelle il rappe.

### Formation du groupe (2013)
Après plusieurs collaborations au gré des circonstances avec Félix Fivaz (batterie) et Paul Butscher (trompette), le trio se forme définitivement et commence à se produire sur la scène régionale, notamment à Bikini Test à La Chaux-de-Fonds, au SAS à Delémont ou encore au Centre d'art de Neuchâtel. Malgré cette nouvelle composition et ce travail en groupe, Arthur réalise toujours quelques apparitions solo, comme au Festival de jazz de Montreux par exemple.

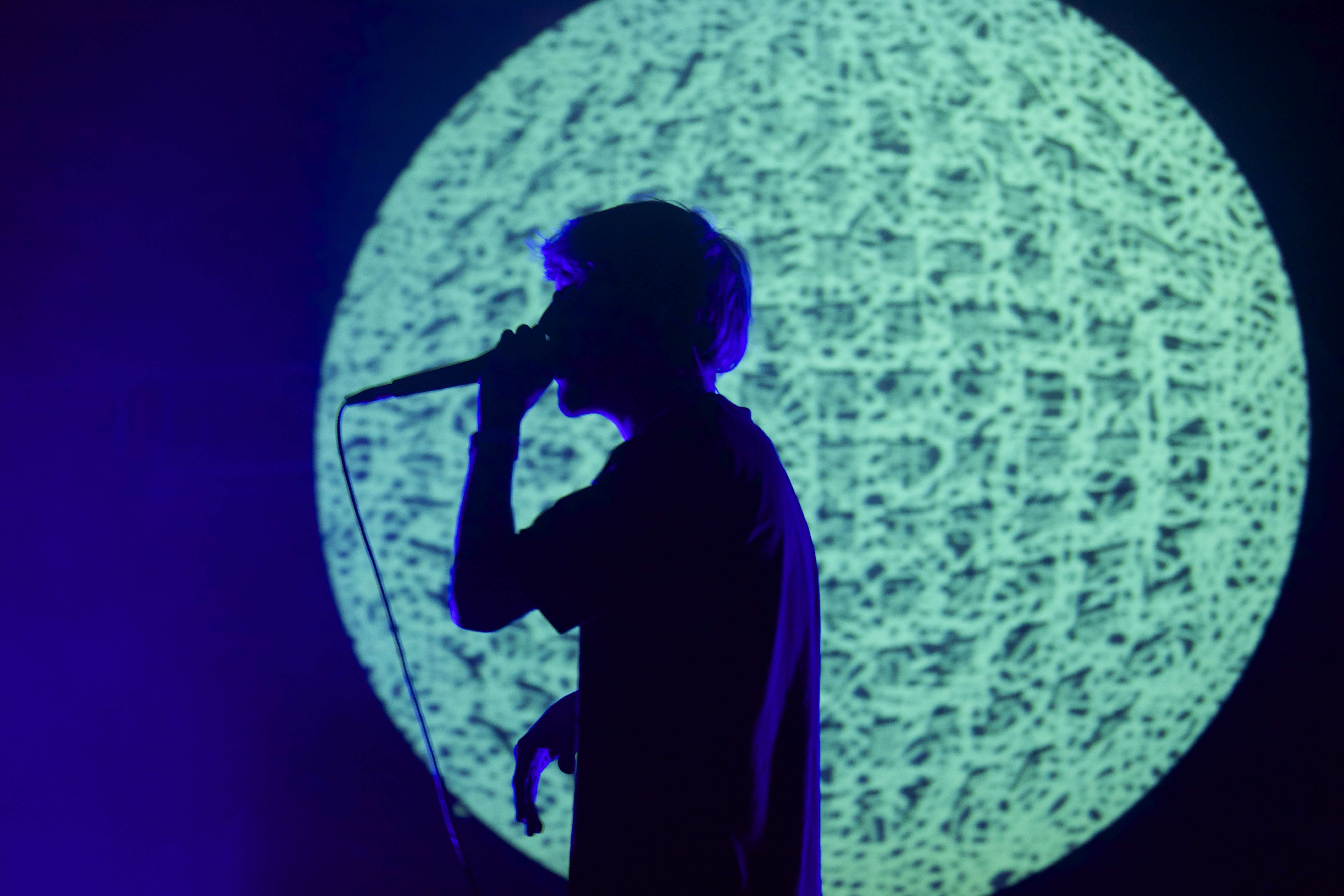
Arthur Henry
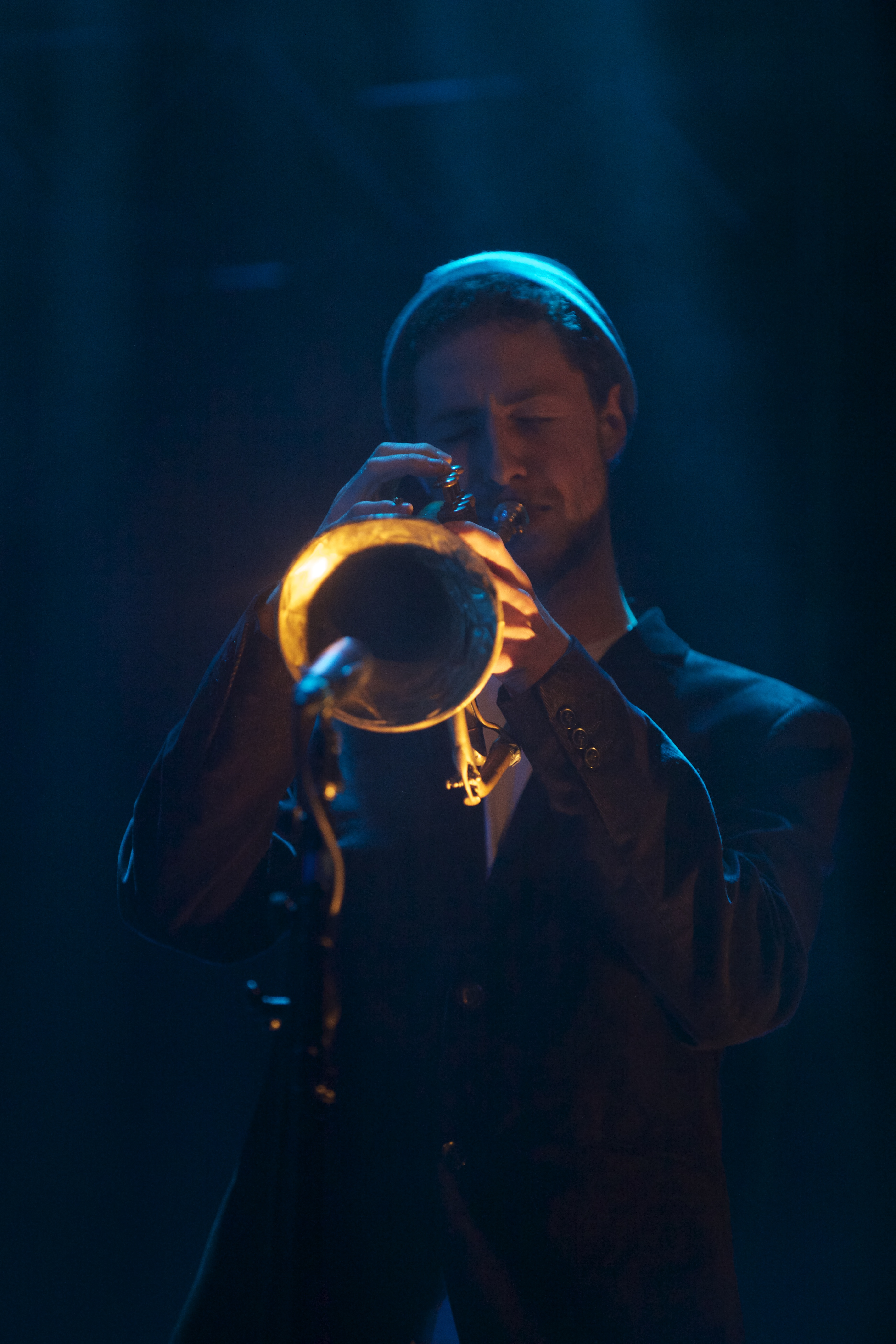
Paul Butscher
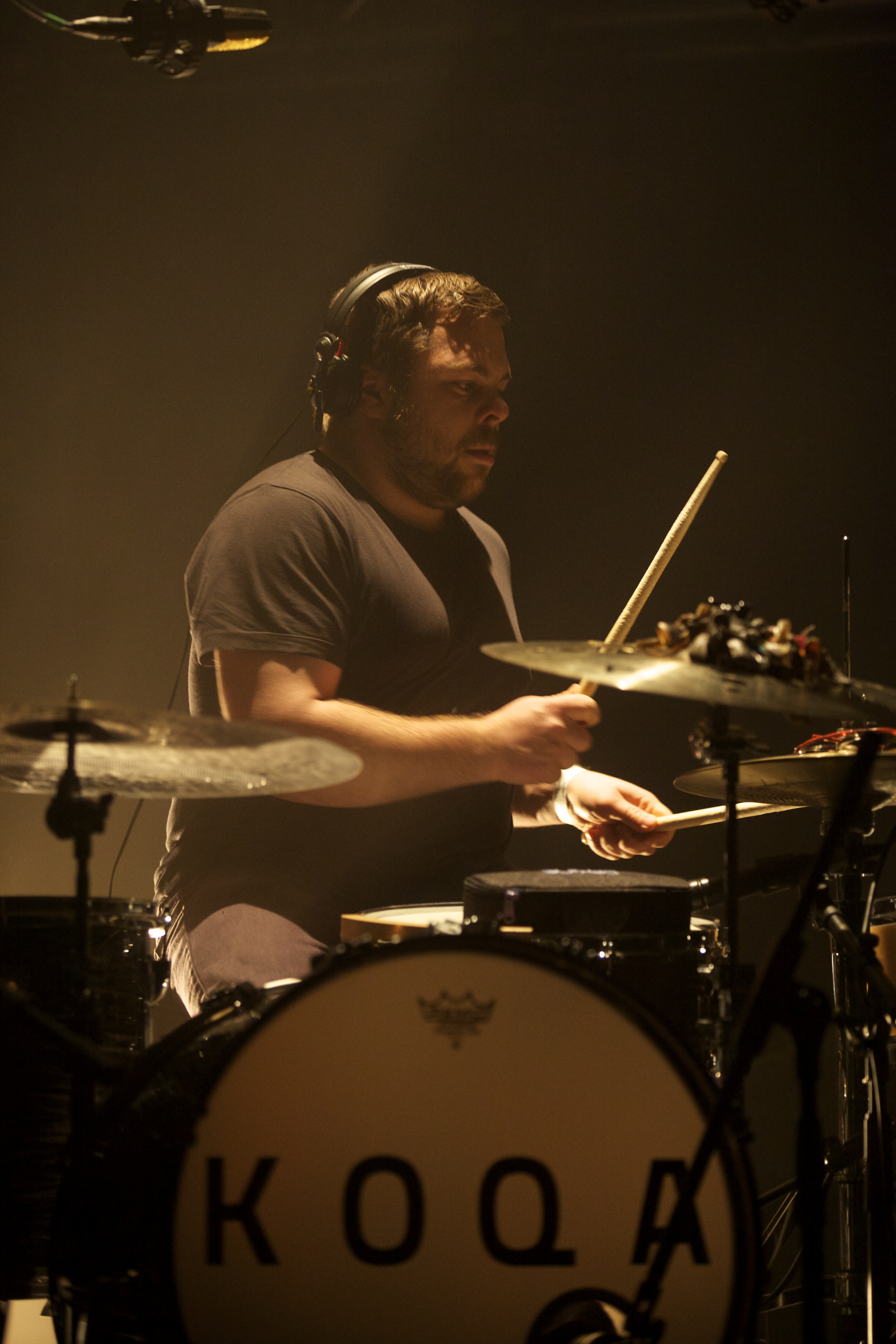
Félix Fivaz

### Projet KoQa Cyclic Oscillation (2014)
À la fin de l'année 2013, grâce au soutien du Parlement des jeunes de la ville de La Chaux-de-Fonds, le trio s'offre une résidence de quatre jours à Bikini Test entre Noël et Nouvel An. Le travail qui en ressort est un show bien plus complexe qu'un concert ordinaire. Les prestations musicales sont en effet soutenues par le travail de deux nouveaux protagonistes, Nathan Jucker, alias Baron von Öctø Püss, au Vjing et John-Michael Schaub en tant que concepteur lumière. Ce projet trouve un bon écho en Suisse romande et le groupe est ainsi invité à se produire durant plusieurs festivals durant l'été 2014, notamment à Paléo Festival Nyon et à Festi'neuch.

### A Moment Of Silence
À la fin de l'année 2014, KoQa Beatbox sort un nouveau titre intitulé "A Moment Of Silence" qui fait l'objet d'un clip tourné à Lausanne.

## Récompenses
Arthur Henry, le beatboxer du groupe a participé à plusieurs concours de beatbox en Suisse. En 2014, il termine le championnat suisse de beatbox à la deuxième place dans la catégorie: loopstation et remporte le prix du "Best show". Il participa aussi à la phase finale des championnats de suisse de beatbox dans la catégorie: solo, mettant 14 artistes en compétition. Il prit aussi part à ces phases finales en 2013.